# Osteocephalus subtilis
Espèce
Statut de conservation UICN

 LC  : Préoccupation mineure
Osteocephalus subtilis est une espèce d'amphibiens de la famille des Hylidae.

## Répartition
Cette espèce est endémique du Brésil. Elle se rencontre dans les États d'Amazonas et d'État d'Acre. Sa présence est incertaine en Colombie et au Pérou.

## Description
Osteocephalus subtilis mesure de 35,8 à 38,8 mm pour les mâles.

## Étymologie
Son nom d'espèce, du latin subtilis, « mince », lui a été donné en référence à sa morphologie.

## Publication originale
- Martins & Cardoso, 1987 : Novas espécies de hilídeos do Estado do Acre (Amphibia: Anura). Revista Brasileira de Biologia, vol. 47, no 4, p. 549-558 (texte intégral).